# Phrurolinillus tibialis
Phrurolinillus tibialis är en spindelart som först beskrevs av Simon 1878.  Phrurolinillus tibialis ingår i släktet Phrurolinillus och familjen flinkspindlar.
Artens utbredningsområde är Spanien. Inga underarter finns listade i Catalogue of Life.